# خفاش شب
غلامرضا خوشرو کوران کردیه (۱ آذر ۱۳۴۲ – ۲۲ مرداد ۱۳۷۶) معروف به خفاش شب یا خون‌آشام شب‌های تهران قاتل سریالی اهل ایران بود.
وی قتل‌های زنجیره‌ای خود را که همراه با سرقت و تجاوز جنسی بود از سال ۱۳۷۱ در تهران آغاز کرد. یک بار در سال ۱۳۷۱ دستگیر شد، ولی از چنگ مأموران گریخت و در بار دوم در سال ۱۳۷۶ دستگیر و به اتهام ۹ فقره قتل اعدام شد.
از آنجایی که غلامرضا خوشرو، قربانی هایش را بعد از ساعت ۱۰ شب سوار خودرویش کرده و آنها را به قتل ‌می رساند، به خفاش شب معروف شد.

## زندگی‌نامه
غلامرضا خوشرو کوران کردیه در یکم آذر ۱۳۴۲ در روستایی در شهرستان قوچان به دنیا آمد. او در دوم دبستان ترک تحصیل کرد و در ۹ سالگی از خانواده‌اش جدا و به دست زن دیگری برای نگهداری سپرده شد. زنی که او را نگه می‌داشت، برای آنکه خانواده اصلی‌اش نتوانند آدرسش را پیدا کنند، مدام تغییر مکان می‌داد. با وجود تلاش‌های غلامرضا، او نتوانست خانواده‌اش را پیدا کند و آنان را ندید تا زمانی که به سنین بالاتر رسید. غلامرضا از ۱۳ سالگی شروع به دزدی کرد و برای اولین بار دور میدان توپخانه، محتویات یک خودرو را سرقت کرد و دستگیر شد. او را به کانون اصلاح و تربیت فرستاده شد و این سرآغاز سوابق مجرمانه او بود. او ۱۷ فقره سابقه سرقت در کارنامه‌اش داشت و بیشتر سال‌های زندگی‌اش را در زندان گذراند. بازپرس پرونده او گفت: «او هیچ احساسی نسبت به هیچ چیز نداشت و مانند یک مرده متحرک بود. هیچ اثری از خشم، ناراحتی، عصبانیت، نگرانی، مهربانی و سایر عواطف انسانی در وجود او ندیدم. صرفاً گاهی لبخندی بی‌تفاوت به لب داشت. وقتی با پدر و مادر و خانواده‌اش در دادگاه مواجه شد، کاملاً بی‌تفاوت بود و هیچ واکنش خاصی نداشت.»
او در تهران ازدواج کرد اما در پی بداخلاقی‌ها از همسرش جدا شد و به خراسان بازگشت.
در سال ۱۳۶۱ به اتهام سرقت در نیشابور دستگیر شد و بعدها نیز به اتّهام جاسوسی برای روسیه که خود آن را عنوان کرده بود زندانی شد.
در سال ۱۳۷۱ بار دیگر غلامرضا خوشرو به تهران بازگشته و مسافرکشی می‌کرد. غلامرضا توانسته بود صرفاً با یک سرنسخه و مهر سرقتی پزشک، خودش را پزشک جا بزند و با همین دو وسیله ساده، با دخترها وارد رابطه شود. حتی با زنی به نام منیژه که آن زمان دانشجوی پزشکی بوده ازدواج می‌کند. البته منیژه ۳۵ روز پس از ازدواج، به شخصیت غلامرضا پی می‌برد و از او جدا می‌شود.
غلامرضا خوشرو هنگام مسافرکشی پس از سوارکردن دختران جوان و زنان آنان را به محل خلوتی می‌کشاند و پس از سرقت وسایل‌شان و آزار آنان، طعمه‌های خود را به قتل می‌رساند، سپس اجساد آنان را در محل خلوتی می‌سوزاند. او بارها دستگیرشده بود اما با دادن نام‌های مختلف بارها مأموران را فریب داده بود. در سال ۱۳۷۱ به دنبال شکایت چند دختر جوان مبنی بر این که ۲ مرد پس از سوارکردن آن‌ها به عنوان مسافر طلاها و پول‌هایشان را سرقت کرده و برخی را نیز مورد تجاوز قرار داده‌اند، مأموران تحقیقات گسترده‌ای را آغاز کردند و پس از چند روز تعقیب و مراقبت اشخاصی که این اعمال جنایتکارانه را کرده بودند، دستگیر کردند. این ۲ نفر به نام‌های علی کریمی و غلامرضا خوشرو که آن زمان خودش را مراد نادری معرفی کرده بود، در بازجویی به چندین فقره تجاوز و سرقت مسلحانه اعتراف کردند. غلامرضا خوشرو همان سال و در هنگام مراجعه به دادگاه با فریب مأموران محافظ گریخت، ولی دوست وی، علی کریمی در اسفندماه همان سال به دار مجازات آویخته شد.

## قتل‌ها
- ۱۳ فروردین ۱۳۷۶، با کشف جسد زنی ۵۴ ساله در مقابل پارک چیتگر تهران، که با ضربات چاقو کشته شده بود و یک دست او هم قطع شده بود و سپس سوزانده شده بود پلیس تحقیقات جنایی خود را برای کشف ماجرای این جنایت آغاز کرد. نام این زن توران نظری بود. این زن ساعت پنج صبح می‌خواسته به بهشت زهرا برود که گرفتار خفاش شب می‌شود.[۶]
- ۱۶ فروردین ۱۳۷۶، جسد سوخته زنی از باغی در کرج کشف شد. پزشک قانونی علت مرگ را اصابت ضربات چاقو به ناحیه گردن و سینه تشخیص داد و وقوع سوختگی را پس از قتل دانست. جسد متعلق به زنی به نام عهدیه مرزی جرانی بود.
- ۳۱ فروردین ۱۳۷۶، جسد سوخته زنی ۴۳ ساله در جاده در دست احداث فرحزاد تهران، کشف شد. پزشکی قانونی علت مرگ را پارگی قلب و گردن به وسیله کارد مطرح کرد.
- ۲ خرداد ۱۳۷۶، جسد سوخته زنی در منطقه اوین تهران کشف شد. علت مرگ به تشخیص پزشکان اصابت ضربات چاقو به گردن و سینه بود. الهه همتی‌نژاد، ۲۴ ساله، برای عیادت خواهرش به بیمارستانی در چمران رفته بود و شب، هنگام بازگشت جان سپرده بود.
- ۸ خرداد ۱۳۷۶، مأموران پلیس تهران، جسد سوخته دو زن را در بلوار آسیا کشف کردند. بنا به گزارش پزشک قانونی قربانیان قبل از سوزانده شدن به قتل رسیده بودند. یکی از دو جسد سن بیش‌تر داشت و با ۲۷ ضربه چاقو به قتل رسیده بود و جسد کم سن‌تر خفه شده بود. اعظم ثابت‌نژاد به همراه دخترش منیره قهوه‌چی قربانی این جنایت شده بودند.
- ۱۴ خرداد ۱۳۷۶، جسد سوخته دختر دانش‌جویی در بلوار اندیشه شهر زیبا در غرب تهران کشف شد. دست‌ و پاهای قربانی بسته شده بود و علت مرگ سوختگی بود. مقتول پرند پرچمی نام داشت.[۷] پرند دانشجوی دندانپزشکی همدان بوده و از همدان به تهران آمده بود که شبانه در ترمینال دزدیده می‌شود.[۸]
- ۳۰ خرداد ۱۳۷۶، جسد زنی در اتوبانی در دست احداث واقع در غرب تهران کشف شد. این قربانی قدم‌خیر جهان‌فر نام داشت.

## دستگیری
سرهنگ داوود ابوالقاسمی از کاراگاهان با سابقه پلیس تهران در مورد دستگیری ایشان می‌گوید از آنجایی که فرد جنایتکار طعمه‌هایش را بعد از ساعت ۱۰ شب سوار خودرویش کرده و آنها را قربانی می‌کرد، به خفاش شب معروف شد. او بسیار حرفه ای جنایاتش را انجام می‌داد و ردی از خود باقی نمی‌گذاشت. تنها شاهدی که داشتیم زن سرایدار و فرزندش بودند که به‌طور معجزه آسایی از دام مرد جنایتکار متواری شده بودند. مطمئن بودیم فردی که این زن و فرزندانش را سوار کرده همان قاتل تحت تعقیب است. با کمک زن جوان تقریباً مشخصات چهره قاتل سریالی را به‌دست آوردیم. با این اطلاعات متوجه شدیم قاتل سریالی شباهت زیادی به یک مجرم فراری به نام مراد نادری دارد. مراد نادری در واقع همان غلامرضا خوشرو بود که در سال ۷۱ و هنگام دستگیر شدن اسمش را تغییر داده بود. در بررسی‌ها متوجه شدیم که ایشان به همراه همدستش به جرم سرقت و آزار و اذیت دختران دستگیر شده که همدستش اعدام و خودش فراری می‌گردد. مشخصاتی که زن جوان از قاتل سریالی به ما داد، شباهت زیادی به مشخصات مراد داشت و حالا مطمئن بودیم که قتل‌ها توسط همین فرد رخ داده است.
چهار ماه به صورت شبانه‌روزی دنبال او بودیم تا اینکه دریکی از همان شب‌ها، یکی از افسران اداره ما که برای استراحت به خانه اش در منطقه باغچه پونک می‌رفت، از پنجره خانه اش متوجه مرد جوانی می‌شود که کنار پیکان سفید رنگی ایستاده بود. از آنجایی که در آن منطقه مردم همدیگر را می‌شناسند، افسر ما متوجه می‌شود که مرد جوان غریبه است و حدس می‌زند قصد سرقت خودرو را دارد و به همین دلیل به سراغش می‌رود. متهم به افسر ما می‌گوید که منتظر دوستش است و نمی‌داند پیکان سفید رنگ متعلق به چه کسی است با چهره مشکوک و رفتار وی شک مأمور را برمی‌انگیزد. در همین هنگام گشت بسیج می‌رسد و مرد جوان را به ظن سرقت بازداشت می‌کنند. از مرد جوان تحقیقات صورت می‌گیرد، از آنجایی که هیچ مدرکی از سرقت به دست نمی‌آید، او را آزاد می‌کنند. یک ساعت بعد از این ماجرا مرد جوان دوباره به سراغ پیکان سفید رنگ که مقابل خانه افسر ما پارک شده بود می‌رود. با دیدن همان مرد خودش را به او می‌رساند. متهم می‌گوید: سوییچ ماشین را در پارک پیدا کرده و نمی‌داند برای کیست. مأمور که به او مشکوک شده بود این بار با گشت کلانتری باغ فیض تماس می‌گیرد. با استعلام شماره پلاک خودرو مشخص می‌شود که خودرو سرقتی است. به همین دلیل مرد جوان به اتهام سرقت خودرو دستگیر و به اداره آگاهی مرکز منتقل می‌شود. مرد جوان در حالی که به جرم سرقت خودرو دستگیر شده بود که از ماجرای دستگیری او خبر نداشتیم و تحقیقاتمان برای دستگیری قاتل سریالی همچنان ادامه داشت. شوهر زن جوانی که به همراه دخترش توسط قاتل سریالی به قتل رسیده بودند به سراغ مان آمد و گفت «امروز فردی تماس گرفت و گفت مدارکی داخل پارکی در محدوده تهرانپارس پیدا کرده است از نشانی‌های فرد میانسال متوجه شدم که مدارک متعلق به همسرم می‌باشد. با قراری که گذاشتم مدارک را از او گرفتم. می‌گفت مدارک را از زیر شمشادهای داخل پارک پیدا کرده است». داخل نایلونی که مدارک قرار داشت به غیر مدارک هویتی مقتول مدارک دیگری هم کشف شد. مدارکی متعلق به مردی که مغازه مصالح فروشی داشت با تماس با مرد مصالح فروش ایشان گفت «چند روز قبل خودروی سفید رنگم را به سرقت بردند که مدارک شناسایی ام هم داخل آن بود. اما دیروز از آگاهی مرکز با من تماس گرفتند و گفتند ماشینم پیدا شده و سارق آن دستگیر شده است». با شنیدن خبر شوکه شدم. قطعات پازل کنار هم قرار گرفته بود و سارق خودروی مصالح فروش، احتمالاً همان قاتل سریالی بود که دنبالش می‌گشتیم. بعدها متهم در تحقیقات گفت در سومین جنایتش، قربانی تلاش زیادی برای فرار می‌کند و او با چندین ضربه چاقو به زن جوان او را از پا درمی‌آورد. چون داخل ماشین به شدت خونی شده بود مرد جنایتکار خودرو را رها می‌کند و خودروی دیگری را به سرقت می‌برد. خودرویی که متعلق به مرد مصالح فروش بود.
فوراً با سرهنگ فرج زاده، رئیس وقت آگاهی غرب تماس گرفتیم و با هماهنگی او راهی اداره آگاهی مرکز شدیم. ما می‌دانستیم که سارق خودرو، همان قاتل است که زن جوان و دخترش را به قتل رسانده. از طرفی می‌دانستیم که زن جوان و دخترش توسط قاتل سریالی به قتل رسیده‌اند. با این حساب سارق خودرو، همان قاتل سریالی بود که ما مدت‌ها در جست و جویش بودیم. به محض رسیدن به آگاهی و دیدنش او را شناختیم. تحقیقات را از وی شروع کردیم اما او منکر جنایاتش شد. او را با تنها شاهد پرونده، یعنی همان زنی که از دستش فرار کرده بود مواجه کردیم. زن جوان او را شناخت. متهم این بار هم خودش را با هویت جعلی معرفی کرده بود و چون شناسنامه ای هم همراه نداشت ما هویتی از او نداشتیم. تا اینکه بعدها، زمانی که تصویر او در روزنامه‌ها به چاپ رسید فردی با ما تماس گرفت و گفت متهم را می‌شناسد. او می‌گفت که برادر متهم یک آرایشگاه مردانه دارد و متهم گاهی به آنجا می‌رفت آن زمان متوجه شدیم خفاش شب‌های تهران فردی است به نام غلامرضا خوشرو. غلامرضا خوشرو در ابتدا منکر جنایاتش بود و در نهایت به قتل ۹ زن و دو دختر بچه و به آتش کشیدنشان اعتراف کرد.

## دادگاه
وی طی دو جلسه دادگاه در مجتمع قضایی امام خمینی توسط شعبه ۳۵ دادگاه عمومی تهران محاکمه شد. دادگاه وی یکی از جنجالی‌ترین دادگاه‌های تاریخ ایران بود که به شدت مردم را متأثر کرد. اتهامات وی ۹ فقره قتل، تلاش برای قتل خواهر زاده خردسال خود با قرار دادن وی در کشو، فرار از دست مأموران (در سال ۱۳۷۲) سرقت و تجاوز اعلام گردید. تمام مراحل دادگاه جز رسیدگی به اقدامات منافی عفت وی به‌طور علنی برگزار شد.
در دادگاه متهم به قتل ۹ زن و دختر ساکن تهران، دقایقی پس از قبول اتهامات خود مبنی بر جنایات پی در پی، در حالی‌که تالار مجتمع قضایی امام‌خمینی، از انبوه جمعیت موج می‌زد، ناگهان همه چیز را انکار کرد و گفت یکایک قتل‌ها را همکار او حمید انجام داده است. انکار غلامرضا خوشرو، حاضران در جلسه دادگاه به‌ویژه نزدیکان و اقوام قربانیان را به‌شدت خشمگین کرد. حمید گودرزی، رئیس شعبه ۳۵ دادگاه در پاسخ به اظهارات متهم و خطاب به مردم گفت: با وجود انکار متهم، مدارک محکمی در دست است که ثابت می‌کند این مرد دروغ می‌گوید و کسی به نام حمید وجود ندارد. محاکمه به ریاست قاضی حمید گودرزی در حالی آغاز شد که انبوه جمعیت به علت کمبود جا در داخل سالن، پشت درهای بسته دادگاه به انتظار ایستاده‌بودند. در نخستین جلسه دادگاه، جز متهم، خواهر و برادر و زن برادر وی نیز به اتهام مخفی کردن وسایلی که از قربانیان جنایت دزدیده شده‌بود، حضور داشتند. در آغاز، رئیس دادگاه طی سخنانی به توصیف ماجرا پرداخت و گفت: روز چهارم تیر، اجسادی در حومه تهران به‌ویژه در منطقه غرب به‌دست آمد و معلوم شد متهم (اشاره به خوشرو) مرتکب قتل آنها شده است. بعد مشخص شد غلامرضا از سال ۱۳۷۲ تا ۱۳۷۴، در استان خراسان مرتکب سرقت‌هایی شده و در زندان‌های وکیل‌آباد و قوچان مدتی را به‌سر برده است. از اواخر سال۱۳۷۲، در تهران قتل‌هایی رخ داده‌بود که طبق تحقیقات ما و مأموران آگاهی، ۹ نفرشان را غلامرضا کشته است. پیدا شدن اموال مقتولان در خانه خواهر و برادر وی نشان داد او مرتکب این قتل‌ها شده است. گودرزی یادآور شد برای متهم وکیل تسخیری به‌نام دکتر شکاری انتخاب شده که ایشان از قضات سابق و استاد دانشگاه هستند. آن‌گاه غلامرضا خوشرو به خواست رئیس دادگاه خود را معرفی کرد وگفت ۲۸ ساله و ساکن در یک روستای قوچان خراسان است. زن ندارد، اما سال‌ها پیش، دختری به نام منیژه نامزد او بوده است. وی در پاسخ به رئیس دادگاه که چرا سال ۷۲ زندانی شده است، گفت به اتهام سرقت، آدم‌ربایی و دزدیدن طلا و جواهرات مردم زندانی شده‌ بودم. وی در توصیف چگونگی فرار خود از زندان گفت:
داشتند مرا از زندان به دادگاه می‌بردند که دستم باز بود و فرار کردم. بعد هم اتومبیلی را سرقت کردم.
رئیس دادگاه از خوشرو پرسید: چند ماه پیش از زندان آزاد شدی؟
- پنج ماه پیش
اتهامات خود را قبول داری؟
- بله، قبول دارم.
رئیس دادگاه خطاب به حضار گفت: در میان قربانیان این مرد، چهار مادر و دختر نیز بودند، از جمله بانو توران ۴۵ ساله که در تاریخ ۱۳ فروردین ۷۶ در چیتگر، مقابل در غربی استادیوم آزادی با چاقو گردنش بریده شده‌ بود. گودرزی خطاب به جمعیت گفت: اگر از بستگان بانو توران کسی اینجا هست، به سوالات من پاسخ دهد. سپس مردی به نام علی پشت تریبون قرار گرفت و گفت: «آقای قاضی، مادر من ساعت پنج صبح می‌خواست (به) بهشت‌ زهرا برود که به تور این مرد جانی خورد. از شما می‌خواهم از او بپرسید چرا دست مادرم را قطع کرد و جنازه او را آتش زد؟ سپس محمد اسماعیل، پدر ۷۱ ساله مقتول توضیحاتی به دادگاه داد و تقاضای قصاص متهم را کرد. آن‌گاه چند زن و مرد و دختر مقتولان به ترتیبی که گودرزی، رئیس دادگاه از آنان خواست توضیحاتی به دادگاه دادند و گفتند جنازه سوخته خانواده آنها در باغ‌های چیتگر و اطراف غرب تهران پیدا شده و متهم با قساوت کامل قربانیان خود را کشته است. آن‌گاه خانواده بانو قدم خیر (عهدیه) به دادگاه توضیحاتی دادند و همگی تقاضای قصاص متهم را کردند. برخی از خانواده‌ها در پایان توضیحات خود، خواستار مقابله به‌مثل با متهم و حتی سوزاندن او شدند. برخی دیگر گفتند علاوه بر قصاص، خواهان دریافت خسارت از دولت و دادگاه هستند. در ادامه نشست دادگاه، زن برادر متهم و همچنین برادر او، پیرامون سوابق غلامرضا توضیحاتی دادند و خواهر وی گفت برادرش از ۱۰سالگی به این سو، تنها سه بار به خانه آمده و از حال و روز خود همه را بی‌اطلاع گذاشته است. در ادامه جلسه دادگاه، کسانی که توانسته‌بودند از چنگ متهم به قتل بگریزند، از جمله زنی به نام نرگس پیرامون حادثه توضیحاتی دادند. غلامرضا خوشرو هم در پاسخ رئیس دادگاه که آیا این زن را می‌شناسد، پاسخی تأییدآمیز داد. سپس حمید گودرزی از متهم به قتل توضیحاتی خواست و او با اشاره به نام‌های مستعار خود گفت که در سنین۱۴، ۱۵ سالگی درکانون اصلاح و تربیت به‌سر برده است. متهم به پرسش‌های دادگاه، پاسخ‌های ضد و نقیضی داد و از حمید نام برد و همه قتل‌ها و آتش زدن جسدها را به وی نسبت داد. دادگاه خوشرو در حالی به پایان رسید که قاضی پرونده او را به قصاص و تحمل ۲۱۴ ضربه شلاق محکوم کرد.

## اعدام
خوشرو صبح روز چهارشنبه ۲۲ مرداد ۱۳۷۶ در ساعت ۷:۴۵ در چهار دیوار انبار روباز ورزشگاه آزادی واقع در سه راه دهکده المپیک درحالی‌که روی کاغذ نوشته بود: «به هیچ‌کس بدهکار نیستم و از کسی طلبکار نیستم و از همه طلب بخشش دارم» در شرایطی که ۲۱۴ ضربه شلاق خورده بود، پای چوبهٔ دار رفت و به‌دار آویخته شد.